# Богоявленка (приток Непрядвы)
Богоявленка — река в России, протекает в Куркинском районе Тульской области. Левый приток реки Непрядва.

## География
Богоявленка образуется у деревни Казаковка слиянием рек Малёвка и Папоротка. Течёт на юг. Устье реки находится в 35 км по левому берегу реки Непрядва. Длина реки составляет 5,5 км, площадь водосборного бассейна 158 км².

## Данные водного реестра
По данным государственного водного реестра России относится к Донскому бассейновому округу, водохозяйственный участок реки — Дон от истока до города Задонск, без рек Красивая Меча и Сосна, речной подбассейн реки — бассейны притоков Дона до впадения Хопра. Речной бассейн реки — Дон (российская часть бассейна).
Код объекта в государственном водном реестре — 05010100312107000000281.